# 碳化合物
碳化合物是指化學結構中包含碳的化合物。有機化合物中碳的結合力很強，可以互相結合成碳鏈或碳環，因此有機化合物可以有許多的變化，已知的有機化合物可達四百六十餘萬種。無機化合物是所有不含碳的化合物及少數含碳的簡單化合物（碳元素、碳矽化物、碳的氧化物、碳酸及碳酸鹽、氰氣及其衍生物），無機化合物組成元素的種類很多，已知的無機化合物約有四十萬種。